# Agustina de Aragón (película de 1950)
Agustina de Aragón es una película española de 1950 dirigida por Juan de Orduña. Ganó la medalla a la mejor película otorgada por el Círculo de Escritores Cinematográficos. Se centra en la figura de Agustina Zaragoza y Domenech, heroína del levantamiento español contra la invasión napoleónica.

## Argumento
Las tropas francesas dirigidas por Napoleón asedian la ciudad de Zaragoza. Agustina de Aragón (Aurora Bautista) es una joven que al enterarse de que su novio se ha vendido al enemigo rompe con él y se enamora de un guerrillero baturro.
En uno de los ataques franceses, una granada explotó cerca de la posición en la que se encontraba Agustina, cayendo los soldados que defendían la posición y existía la amenaza de que las tropas enemigas consiguieran entrar en la ciudad. Agustina avanzó entre los muertos y heridos hasta un cañón y abrió fuego. La sorpresa se apoderó de ambos bandos. Así Agustina consiguió mantener la situación hasta que llegaron refuerzos españoles.

## Premios
Sexta edición de las Medallas del Círculo de Escritores Cinematográficos
| Categoría      | Resultado |
| -------------- | --------- |
| Mejor película | Ganadora  |

## Reparto
| Intérprete                    | Personaje                         |
| ----------------------------- | --------------------------------- |
| Aurora Bautista               | Agustina                          |
| Fernando Rey                  | General Palafox                   |
| Virgilio Teixeira             | Juan el Bravo                     |
| Eduardo Fajardo               | Luis Montana                      |
| Manuel Luna                   | Tío Francisco                     |
| Jesús Tordesillas             | Coronel Torres                    |
| Guillermo Marín               | Napoléon Bonaparte                |
| Juan Espantaleón              | Tío Jorge                         |
| Fernando Fernández de Córdoba | Jefe del servicio secreto francés |
| Raúl Cancio                   | Colás                             |
| Fernando Sancho               | Escudella                         |
| Fernando Nogueras             | Hombre desconocido                |
| José Bódalo                   | Oficial francés                   |
| José Jaspe                    | Sargento                          |
| Manuel Arbó                   | Padre Jacinto                     |
| Antonia Plana                 | Madre de Juan                     |
| María Asquerino               | Carmen                            |
| María Cañete                  | Tía Pilar                         |
| Rosario García Ortega         | Condesa de Bureta                 |
| Pilar Muñoz                   | Mujer del niño en brazos          |
| Francisco Bernal              | Tío Retaco                        |
| Valeriano Andrés              | Oficial francés                   |
| Francisco Pierrá              | Padre Boggiero                    |
| Arturo Marín                  | Mariscal Lefèvre                  |
| Juan Vázquez                  | General Guillelmi                 |
| Miguel Pastor                 | General Lacoste                   |
| Alfonso de Córdoba            | Ayudante de Palafox               |
| Faustino Bretaño              | Vinatero                          |
| Nicolás D. Perchicot          | Ciego                             |
| Eugenio Domingo               | Lazarillo                         |
| José Buhigas                  |                                   |
| Pablo Álvarez Rubio           | General francés                   |
| Adriano Domínguez             | Emisario francés                  |
| Mariano Alcón                 |                                   |
| José Orjas                    |                                   |
| Margarita Esteban             |                                   |
| Matilde Artero                |                                   |
| Domingo Rivas                 |                                   |
| Lola del Pino                 |                                   |
| Félix Fernández               |                                   |
| Fernando Aguirre              |                                   |
| Aníbal Vela                   | Emisario del Mariscal Lacoste     |

## ¿Dónde se rodó?
Barcelona
Madrid
Zaragoza